# Chris Nicholl
Christopher John Nicholl (Wilmslow, 1946. október 12.  – 2024. február 24.) válogatott északír labdarúgó, edző.

## Pályafutása

### Klubcsapatban
Pályafutását 1965-ben a Burnley csapatában kezdte és 1966-ban a Witton Albionban folytatta. Az 1968–69-es idényben a Halifax Town játékosa volt. 1969 és 1972 között a Luton Townban játszott. 1972-től 1977-ig az Aston Villát erősítette, melynek tagjaként két alkalommal (1975, 1977) nyerte meg a ligakupát. 1977 és 1983 között a Southamptonban játszott. 1984-ben a Grimsby Town színeiben fejezte be a pályafutását. 

### A válogatottban
1974 és 1983 között 51 alkalommal szerepelt az északír válogatottban és 3 gólt szerzett. Részt vett az 1982-es világbajnokságon, ahol valamennyi mérkőzésen kezdőként lépett pályára.

### Edzőként
1985 és 1991 között a Southampton vezetőedzője volt. 1994 és 1997 között a Walsall csapatát irányította. 1998 és 2000 között az északír válogatottnál dolgozott segéedzőként.

## Sikerei, díjai
Aston Villa
- Angol ligakupagyőztes (2): 1974–75, 1976–77